# P.S.W.I.S.
P.S.W.I.S. (akronim od Poradzimy Sobie W Inny Sposób) – singiel polskiego rapera Belmondawga, wydany 3 grudnia 2021 roku, promujący jego minialbum Hustle As Usual. Oryginalny utwór wyprodukował Expo 2000, natomiast jego singlową wersję zremiksował DJ Eprom.
W styczniu 2024 roku wersja singlowa znalazła się na rozszerzonym wydaniu minialbumu, Hustle As Usual EP+. Dziewiętnastego czerwca tego samego roku singiel, jako pierwsze solowe wydawnictwo artysty, pokrył się złotem, sprzedając się w liczbie ponad piętnastu tysięcy kopii

## Twórcy
Źródła.
- Tytus „Belmondawg” Szyluk – wokal, słowa
- Jakub „Expo 2000” Janik – kompozycja, produkcja oryginału, realizacja dźwięku
- Michał „DJ Eprom” Baj – remiks, produkcja, miksowanie, mastering
- Mariusz Obijalski – pianino elektroniczne

## Teledysk
Udostępniony na kanale wytwórni Asfalt Records w serwisie YouTube teledysk wykonało studio Nanimo Films. Reżyserem i scenarzystą nagrania jest Julian Tałandziewicz, natomiast zdjęcia wykonał Maksymilian Plater. Równolegle, klip opublikowano też na kanale należącej do Belmondawga wytwórni Poppyn.